# Istanbul Challenger 1999
L'Istanbul Challenger 1999 è stato un torneo di tennis facente parte della categoria ATP Challenger Series nell'ambito dell'ATP Challenger Series 1999. Il torneo si è giocato a Istanbul in Turchia dal 26 luglio al 1º agosto 1999 su campi in cemento.

## Vincitori

### Singolare
Vadim Kucenko ha battuto in finale  Neville Godwin con il punteggio di 6–4, 7–6.

### Doppio
Gouichi Motomura /  Oleg Ogorodov hanno battuto in finale  Jeff Coetzee /  Neville Godwin con il punteggio di 6–2, 2–6, 6–2.